# Brian Murphy (voetballer)
Brian Murphy (Waterford, 7 mei 1983) is een Ierse voetballer die fungeert als doelman. Hij verruilde in 2016 Portsmouth voor Cardiff City.

## Loopbaan
Murphy stond tijdens de eerste drie seizoenen van zijn profloopbaan onder contract bij Manchester City, waar hij concurreerde met David Seaman, Nicky Weaver en Carlo Nash voor de positie van eerste doelman. Manchester verhuurde hem in het seizoen 2002-2003 aan Oldham Athletic. Nadat Manchester hem later dat seizoen ook verhuurde aan Peterborough United, maakte hij daarvoor in mei 2003 zijn competitiedebuut in het betaald voetbal, in de League One tegen Brentford. Twee maanden later stapte Murphy transfervrij over naar Swansea City. Hij verdedigde hiervoor het doel in het seizoen 2003/04 dertien keer. Daarna verloor hij zijn plaats aan Willy Gueret. Op zondag 10 mei 2015 degradeerde hij met Queens Park Rangers uit de Premier League. Manchester City versloeg de hekkensluiter op die dag met 6-0, waardoor degradatie een feit was.

## Nationaal team
Murphy werd meermaals opgeroepen voor de nationale ploeg onder 19, op dat moment gecoacht door Brian Kerr. Die gaf Murphy de voorkeur boven Wayne Henderson, tot een schouderblessure roet in eten gooide. Murphy werd nadien ook opgeroepen voor de nationale ploegen onder 20 en onder 21.